# Elisabeth Bagge
Elisabeth Bagge, född 26 april 1874 i Stockholm, död där 15 maj 1957, var en svensk konstnär.
Hon var dotter till föreståndaren för Riksbankens sedeltryckeri Jacob Bagge och Mathilda Louise Sievers samt kusin med Eva Bagge och gift med översten Pehr Uno Lagerhjelm (1875–1944).
Bagge studerade vid Högre konstindustriella skolan i Stockholm och deltog i Axel Tallbergs etsningskurs 1895–1896; därefter studerade hon heliogravyr i Paris. Hennes konst består av figurscener, stadsmotiv och landskap i form av etsningar. Bagge är representerad vid Nationalmuseum.